# ФК Јединство Стара Пазова
ФК Јединство Стара Пазова је фудбалски клуб из Старе Пазове и тренутно се такмичи у Војвођанској лиги Југ, четвртом такмичарском нивоу српског фудбала.

## Историја
Под овим именом Јединство постоји од Другог светског рата. Прва фудбалска лопта у Старој Пазови закотрљала се давне 1919. године. За ових девет деценија колико се фудбал игра у Старој Пазови клубови који су постојали пролазили су кроз разна искушења, али су имали и много лепих тренутака, увек под будним оком бројних љубитеља игре која живот значи. Наравно највише успеха па и неуспеха везано је за Јединство.
За све ове године постојања Јединство је пролазило кроз многа искушења, бележило велике резултате и успехе, што га је сврстало међу најпознатије колективе у Војводини. У Јединству је поникао велики број врсних фудбалера који су пронели славу не само клуба већ и града где су поникли. Најпознатији је сигурно Милош Шестић, некадашњи репрезентативац бивше Југославије, дугогодишњи првотимац Црвене звезде, играч грчког Олимпијакоса, капитен новосадске Војводине у време када је овај тим по други пут славио шампионску титулу 1989. године. Поред Шестића овде су поникли и браћа Стамевски чланови шампионског тима Војводине из 1966. године, Стеван Тишма, некадашњи играч ОФК Београда, Јовица Будисављевић и многи, многи други.
Јединство су тренирала позната имена као што су: Минда Јовановић, Војин Лазаревић, Тимотије Давидовић, Звонко Ивезић, а одавде је кренуо и Мирослав Червенски својевремено један од наших најпознатијих стручњака. У Старој Пазови су гостовали наши најпознатији тимови, а нису изостала гостовања: Црвене звезде и то неколико пута, Партизана, Војводине, а играли су старопазовчани и међународне пријатељске утакмице са клубовима из бивше Чехословачке.
Клуб је одувек био место, а и данас је где су се окупљали и Срби и Словаци и играчи свих других националности, једина подела је била на добре и оне мање добре играче.